# Zhivko Gospodinov
Zhivko Gospodinov Gospodinov (Vladimirovo, 6 de setembro de 1957 - 4 de maio de 2015) foi um futebolista profissional búlgaro, que atuava como meia-atacante.

## Carreira
Zhivko Gospodinov fez parte do elenco da Seleção Búlgara de Futebol da Copa do Mundo de 1986 